# Друшка
Друшка (грч. Δροσιά, Дросија) је насељено место у општини Воден у периферији Средишња Македонија, Грчка. Према попису из 2021. године био је 21 становник. Налази се на самој обали Островског језера.
Према бугарском географу и историчару, Василу Канчову, у Друшки је 1900. године живело 68 Словена хришћана. После Првог светског рата број становника је опао на 14, колико их је било на попису из 1920. године. Године 1924. насељене су грчке избегличке породице, укупно 64 особа. Постепено су се населиле друге словенске породице, тако је на попису из 1940. годне Друшка имала 152 становника, од чега 66 Словена и 86 Грка.